# Bathytormus jousseaumei
Bathytormus jousseaumei is een tweekleppigensoort uit de familie van de Crassatellidae. De wetenschappelijke naam van de soort is voor het eerst geldig gepubliceerd in 1919 door Lamy.